# Позаказный метод учёта затрат
Позаказный метод учёта затрат (англ. job costing) — метод учёта затрат, оценивающий отдельные заказы (работы, контракты, проекты, партии изделий). Метод используется на предприятиях, которые определяют каждый индивидуальный заказ как уникальную самостоятельную единицу выпуска.

## Определение
Согласно определению профессора Энтони Аткинсона позаказный метод учёта затрат — это процесс оценки затрат на производство продуктов по отдельным заказам (работам, контрактам, партиям изделий, проектам), необходимым разным группам клиентов.
Согласно БСЭ позаказный метод — это метод учёта, когда затраты учитываются по заказам, крупным машинам, кораблям, мостам (характерен для индивидуального и мелкосерийного машиностроения, в обрабатывающих отраслях).

## Позаказный метод vs попередельный метод
Позаказный метод используется на предприятиях, где дискретно производятся различные по техническим требованиям заказы. Себестоимость каждого заказа индивидуальна. Учёт затрат ведётся отдельно по каждому заказу.
Попередельный метод используется на предприятиях, где производство осуществляется непрерывно (серийно или большими партиями). Заказы однородны. Стоимость продукта в заказе существенно не отличается друг от друга. Учёт затрат ведётся по каждому переделу производства.